# Heliophanus extinctus
Heliophanus extinctus är en spindelart som beskrevs av Lucien Berland 1939. Heliophanus extinctus ingår i släktet Heliophanus och familjen hoppspindlar. Inga underarter finns listade i Catalogue of Life.